# Acerbas (mythologie)
Acerbas was een Tyreense priester van Hercules (Melqart). Hij was gehuwd met Elissa, de dochter van koning Mutgo en zus van Pygmalion. Acerbas was in het bezit van een aanzienlijke rijkdom. Hij was zich bewust van de hebzucht van Pygmalion, die zijn vader had opgevolgd. Daarom verborg hij zijn rijkdom onder de aarde. Maar Pygmalion, die van deze verborgen schatten hoorde, liet Acerbas vermoorden, in de hoop dat hij door zijn zus het bezit ervan zou verkrijgen. De voorzichtigheid van Elissa redde de schatten, en zij emigreerde uit Fenicië. (Iustinus, XVIII 4.)
In dit verhaal is Acerbas dezelfde als Sichaeus en Elissa als Dido in Virgilius' Aeneïs. (I 343, 348, &c.). De namen die Iustinus geeft, zijn ongetwijfeld correcter dan die van Virgilius. Want Servius (ad Aen. I 343.) merkt op dat Virgilius hier, zoals ook in andere gevallen, een vreemde naam veranderde in een naam die handiger was voor hem en dat de echte naam van Sichaeus Sicharbas was, die identisch schijnt te zijn met Acerbas.